# Прискорений свінг
«Прискорений свінг» (англ. Streamlined Swing) — американський мюзикл 1938 року з The Original Sing Band в головних ролях.

## Сюжет
Група чорношкірих музикантів намагається заробити грошей на квиток до дому, для чого починають виступати прямо на пероні, збираючи натовпи щедрих слухачів. Доти, поки на обрії не з'являється поліцейський: на території вокзалу виступати заборонено. А додому так хочеться ...

## У ролях
- The Original Sing Band
- Річард Крамер
- Лестер Дорр
- Волтер Содерлінг